# 桐生市陸上競技場
桐生市陸上競技場（きりゅうしりくじょうきょうぎじょう）は、群馬県桐生市にある陸上競技場であり、命名権契約により愛称が「森エンジニアリング桐生スタジアム」となっている。

## 施設概要
- 住所：桐生市元宿町17番33号
- 日本陸連3種公認。全天候400mトラック8コース、直送路140m、フィールド全種目対応、写真判定機あり。
- 収容人数：スタンド観客席692（うち車いす席8）

## 沿革
1964年（昭和39年）3月、陸上競技場を開設。その後の老朽化により、改築計画が始まる。
2019年（令和元年）12月着工。
2020年（令和2年）12月15日、地元桐生市に本社を置く総合建設コンサルタント業の 森エンジニアリング と命名権契約を締結。
2021年（令和3年）3月1日、陸上競技場の愛称が「森エンジニアリング桐生スタジアム」となる。 
同年3月20日、開場。

## 主な施設利用
- 桐生市民体育大会・陸上競技大会[6]
- 桐生市・みどり市中学校総合体育大会[7]
- 桐生市サッカーフェスタ[8]
- 関東大学ラグビー対抗戦[9]
- ジャパンラグビーリーグワン2024-25 DIVISIN2 第13節 日野レッドドルフィンズ ホームゲーム[10]